# Pauline Moore
Pauline Moore (* 17. Juni 1914 in Harrisburg, Pennsylvania als Pauline Joless Love; † 7. Dezember 2001 in Sequim, Washington) war eine US-amerikanische Schauspielerin.

## Leben und Karriere
Pauline Loves leiblicher Vater fiel im Ersten Weltkrieg, woraufhin sie mit Moore den Nachnamen ihres Stiefvaters übernahm. Seit Anfang der 1930er-Jahre versuchte sie sich in Hollywood mit geringem Erfolg als Schauspielerin, zudem übernahm sie Rollen beim Theater und arbeitete als Model für Zeitschriften wie Ladies' Home Journal, Cosmopolitan und McCall's. 1937 durfte sie erstmals größere Filmrollen spielen, als sie einen Studiovertrag bei 20th Century Fox unterzeichnete. In der Literaturverfilmung Heidi war sie neben Shirley Temple als Lehrerin zu sehen. Zwischen 1937 und 1939 absolvierte Moore Auftritte in insgesamt drei Charlie-Chan-Kriminalfilmen. Ebenfalls war sie 1939 in John Fords Filmdrama Der junge Mr. Lincoln als Ann Rutledge, die erste Liebe des von Henry Fonda verkörperten Abraham Lincoln, zu sehen.
Diese erfolgreiche Phase ihrer Karriere war allerdings kurz, da Moore bereits 1940 bei 20th Century Fox von Darryl F. Zanuck entlassen wurde. Anschließend arbeitete sie bei Poverty-Row-Studios wie Republic Pictures. Unter anderem spielte sie in mehreren Western an der Seite von Roy Rogers. 1941 zog sie sich aus dem Filmgeschäft zurück, um sich der Erziehung ihrer drei Kinder zu widmen. Von 1934 bis zu dessen Tod war sie mit dem Cartoonisten Jefferson Machamer (1900–1960) verheiratet. In den 1950er-Jahren kam Moore noch einmal kurz zur Schauspielerei zurück und übernahm kleinere Rollen in Film und Fernsehen. Über ihre B-Movie-Karriere äußerte sie später: „Das Problem war, dass wenn du auch nur ein wenig gut bei diesen B-Movies warst, du noch mehr B-Movies machtest“.
Nach dem Tod ihres ersten Mannes war sie von 1962 bis zu dessen Tod mit dem Pfarrer Dodd Watkins verheiratet. Pauline Moore betätigte sich auch als Autorin von Gedichten, religiösen Stücken und Kurzgeschichten. Sie starb im Dezember 2001 im Alter von 87 Jahren.

## Filmografie (Auswahl)
- 1931: Frankenstein
- 1934: Pioniere des Westens (Wagon Wheels)
- 1937: Der Liebesreporter (Love Is News)
- 1937: Charlie Chan bei den Olympischen Spielen (Charlie Chan at the Olympics)
- 1937: Der wilde Westen (Wild and Woolly)
- 1937: Heidi
- 1939: Der Frechdachs von Arizona (The Arizona Wildcat)
- 1939: The Three Musketeers
- 1939: Der junge Mr. Lincoln (Young Mr. Lincoln)
- 1939: Charlie Chan in Reno
- 1939: Charlie Chan auf der Schatzinsel (Charlie Chan at Treasure Island)
- 1939: Jesse James unter Verdacht (Days of Jesse James)
- 1940: Young Buffalo Bill
- 1941: King of the Texas Rangers
- 1954: Im Wilden Westen (Death Valley Days, Fernsehserie, Folge 2x12)
- 1955: In all diesen Nächten (The Shrike)
- 1956: Schüsse peitschen durch die Nacht (Showdown at Abilene)
- 1957: Flammen über dem Silbersee (Spoilers of the Forest)
- 1958: Der kleine Vagabund (The Littlest Hobo)